# Georges de la Falaise
Louis Venant Gabriel de la Falaise (født 24. marts 1870, død 8. april 1910) var en fransk fægter, som deltog i de olympiske lege 1900 i Paris og 1908 i London.
De la Falaise blev olympisk mester i fægtning med sabel under OL 1900 i Paris. Der var 23 fægtere fra syv lande som deltog i konkurrencen. De la Falaise vandt seks ud af de syv kampe i finalerunden som bestod af otte fægtere.  
Han deltog også i Sommer-OL 1906 i Athen, hvor han vandt både i den individuelle og i holdkonkurrencen i kårde. 